# Pickles
Pickles er fintskårne grøntsager som agurker, blomkål, bønner osv., som er nedlagt i stærkt krydret dressing, lage eller eddike, og det bruges som tilbehør til middagsretter.